# Pedrera
Pedrera is een gemeente in de Spaanse provincie Sevilla in de regio Andalusië met een oppervlakte van 61 km². In 2007 telde Pedrera 5161 inwoners.

## Demografische ontwikkeling
Bron: INE, 1857-2011: volkstellingen